# Яремчук: Несравненный мир красоты
«Яремчук: Несравненный мир красоты» — украинский документальный фильм о популярном украинском певце Назарии Яремчуке. Режиссёр Артём Григорян, продюсеры Мария Яремчук и Максим Сердюк.
Победа на конкурсе «Песня-71» с «Червоной рутой», творческий путь с ВИА «Смеричка», гибель Владимира Ивасюка, гастроли по разным континентам и выступления в Чернобыле —эти события осмыслены в фильме через воспоминания близких, личные дневники и эксклюзивные кадры кинохроники.
Премьера фильма состоялась 23 июня 2024 года на кинофестивале «Mykolaichuk OPEN» в Черновцах, где фильм стал фильмом закрытия. Фильм вышел в украинский прокат 8 августа 2024 года. За первые выходные проката фильм собрал 1,9 млн ₴. Общие кассовые сборы превысили 15,2 млн грн (данные FILM.UA Distribution).

## История производства
Производство— компания «KNIFE! Films». Инициатива создания фильма исходила от Марии Яремчук:
Идея возникла еще до полномасштабного вторжения. Подтолкнуло то, что очевидцы и создатели основ украиноязычной попсы и эстрады не вечны, как бы это жестоко ни звучало… Мы должны знать своих героев в лицо, и сейчас это начинает становиться мейнстримом, что очень круто»
Летом 2021 года дочь певица поделилась идеей с продюсерско-режиссёрским дуэтом Максима Сердюка и Артёма Григоряна (студия «KNIFE! Films»). Съемки интервью начались в сентябре того же года, а натурные съемки в Карпатах прошли весной 2022 года — уже после начала полномасштабного вторжения.
В проекте приняли участие участники культового ВИА Смеричка, в том числе Лев Дутковский, давший содержательные комментарии относительно личности Назария Яремчука. Дарина Яремчук (жена) поделилась воспоминаниями об их браке, описав жизнь с романтическим героем, у которого были миллионы поклонников по всему миру. В фильм также вошли мысли и истории его близких коллег, известных культурологов и музыкальных критиков.
При создании фильма использовались:
- семейные архивы певца (фотоальбомы и видеокассеты),
- архивы участников фильма,
- материалы, хранящиеся в Центральном государственном архиве аудиовизуальных и электронных документов.

Максим Сердюк показал своё видение личности Назария Яремчука, эстрадного певца, народного артиста Украинской ССР, Героя Украины, одного из немногих представителей украинской поп-сцены советского периода, чьё творчество получило мировое признание: вместе с ВИА «Смеричка» он гастролировал даже в эпоху железного занавеса:
Назарий Яремчук был личностью, которая шла своим путем, делая украинские песни модными по всей Украине и миру. Вся его жизнь была переплетена с поворотными событиями в нашей стране. Поэтому этот фильм также об истории Украины и музыкальной сцены 1970–80-х годов. Я очень хочу, чтобы как можно больше людей, особенно молодежи, посмотрели его и поняли, какое наследие оставил после себя этот артист. Что-то может быть модным или актуальным для определенного периода, но Назарий Яремчук, его личность и его музыка — вне времени».
Название фильма— отсылка к песне «Несравненный мир красоты» (1969, Лев Дутковский—Анатолий Фартушняк). Песня стала первой музыкальной записью Назария и вошла в три альбома Назария и ВИА «Смеричка». Наряду с «Червоной рутой» и «Водограем», Яремчук считал её одной из самых значимых работ в своей карьере.

## Творческая команда
- Режиссёр: Артем Григорян
- Сценарист: Ярослав Коротков.
- Продюсеры: Мария Яремчук, Максим Сердюк
- Пост-продакшн Продюсер: Ксения Шубеляк
- Оператор: Илья Михайлюс.
- Линейный продюсер: Максим Ищенко
- Композитор: Михаил Клименко
- Звукорежиссёр: Дмитрий Олексюк

## Прокат
Кинопрокатом в Украине занималась компания «FILM.UA Distribution».
С 11 сентября 2024 года фильм доступен на Netflix.
За первые выходные на Netflix фильм вошёл в тройку самых популярных фильмов среди украинских пользователей.
В сентябре-октябре 2024 года документальная драма о Назарии Яремчуке демонстрировалась в городах США.Фильм вышел в украинский прокат 8 августа 2024 года. Дистрибьютором в Украине выступила компания «FILM.UA Distribution». За первые выходные проката фильм собрал 1,9 млн ₴ . Общие кассовые сборы превысили 15,2 млн грн.

## Фестивали
Фильм участвовал в фестивале зрительских симпатий «Mykolaichuk OPEN» (2024) — внеконкурсная программа, фильм закрытия фестиваля.

## Рейтинги
- на IMDb— 8,6/10,
- Google — 91/100,
- Kyivstar TV — 94/100,
- kinoafisha.ua — 9,7/10.